# Коростельова
Коростельо́ва (рос. Коростелёва) — присілок у складі Ірбітського міського округу Свердловської області.
Населення — 141 особа (2010, 125 у 2002).
Національний склад населення станом на 2002 рік: росіяни — 95 %.